# Middleburg (Floryda)
Middleburg – jednostka osadnicza w Stanach Zjednoczonych, w stanie Floryda, w hrabstwie Clay.